# زغبة ناغتغلاسية
زغبة ناغتغلاسية (الاسم العلمي: Graphiurus nagtglasii) (بالإنجليزية: Nagtglas’ African Dormouse)‏ هو نوع من الثدييات يتبع جنس الزغبة الأفريقية من فصيلة الزغبات.